# 美国劳工联合会
美国劳工联合会（英語：American Federation of Labor），简称劳联（AFL），是美国最早的工会组织之一。该联合会于1886年12月成立于俄亥俄州的哥伦布市，由不满当时最大全国性工会劳工骑士团的几个小分会联合而成。雪茄制造商国际联盟的塞缪尔·龚帕斯在成立大会上当选为主席，之后除一年外连选连任，直至他1924年去世。

## 早期纲领
成立之初，美国劳工联合会是行业工会并且只接收技術工人为工会成员，拒绝接纳非技术性工人、妇女、其他种族之工人为工会成员。
龚帕斯倡导利用工人人数优势的方法，集体谈判以为工人争取权益，减少工作时间并提升工作环境。但在必要之时，也将采用罢工的方法。在龚帕斯任内，美国劳工联合会对华工有很大的偏见
。为了保护美国勞工，此工会支持美国排华法案，反对华人移民。

## 历史
美国劳工联合会是20世纪前半叶美国最大的工会组织。得益于龚帕斯的领导，在1904年，美国劳工联合会已经拥有约170万的成员。在即便在1937年，因其反对产业工会的态度，受到排挤的工会组成了产业工会联合会后，其地位仍未动摇。在成立之初的50年中，职业工会一直占据该组织的主导地位，但在20世纪40年代，为应对产业工会联合会的挑战，美国劳工联合会的职业工会纷纷转型为产业工会。
1955年，美国劳工联合会同对手产业工会联合会合并，组成美国劳工联合会和产业工会联合会，该组织一直持续至今。美国劳工联合会也成为美国持续时间最久，影响力最大的劳工组织。